# Estación Placilla
Placilla es una estación de ferrocarril ubicada en el poblado de Placilla, capital de la comuna de Placilla, Chile. Formó parte del ramal San Fernando-Pichilemu. 
Fue cerrada en 1985 y declarada Monumento Histórico por decreto supremo n.º 192 del 13 de abril de 1993 por el presidente Patricio Aylwin.
Actualmente está en pie el edificio, aunque en deplorables condiciones debido a las nulas obras de conservación de su infraestructura. Aún existen el desvío de carga, estanque de agua de gran capacidad, boletería, buzón de correos y andén, sin embargo ya no existe el caballo de agua. 